# Heidenrod
Heidenrod è un comune tedesco di 7 927 abitanti situato nel land dell'Assia.